# هو بارون
هو بارون (بالإنجليزية: Ho Baron)‏ هو نحات أمريكي، ولد في 1941.